# Pimpinella
Pimpinella es un género  con unas 150 especies, perteneciente a la familia Apiaceae. Se distribuyen por África, Asia y Europa.
Son plantas herbáceas perennes, raramente caducas o bienales. Tiene la raíz fibrosa con los tallos erectos y ramificados. Las hojas basales son pecioladas, pinnadas o simples. Las inflorescencias se producen en umbelas. Las flores tiene los pétalos blancos (raramente púrpura).

## Especies
| - Pimpinella acuminata - Pimpinella affinis - Pimpinella anisetum - Pimpinella anthriscoides - Pimpinella aromatica - Pimpinella aurea - Pimpinella anisum - Pimpinella betsileensis - Pimpinella brachycarpa - Pimpinella calycina - Pimpinella candolleana - Pimpinella cappadocica - Pimpinella corymbosa - Pimpinella cretica - Pimpinella diversifolia - Pimpinella eriocarpa - Pimpinella flabellifolia - Pimpinella henryi - Pimpinella isaurica | - Pimpinella kotschyana - Pimpinella lutea - Pimpinella major - Pimpinella niitakayamensis - Pimpinella nudicaulis - Pimpinella oliverioides - Pimpinella paucidentata - Pimpinella peregrina - Pimpinella peucedanifolia - Pimpinella puberula - Pimpinella purpurea - Pimpinella rhodantha - Pimpinella rockii - Pimpinella saxifraga - Pimpinella siifolia - Pimpinella sintenisii - Pimpinella smithii - Pimpinella tragium - Pimpinella villosa - Pimpinella yunnanensis |